# Esquirol pigmeu de Chocó
L'esquirol pigmeu de Chocó (Microsciurus similis) és una espècie de rosegador de la família dels esciúrids. És endèmic de l'oest de Colòmbia. El seu hàbitat natural són les selves pluvials, on viu a altituds d'entre 130 i 2.200 msnm. El dors és de color groc rogenc, mentre que el ventre és de color taronja rogenc. El seu nom específic, similis, significa ‘similar’ en llatí.